# Roin Magaltadze
Roin Magaltadze (* 23. srpna 1941 Doesi – datum úmrtí neznámé) je bývalý sovětský zápasník–sambista, judista a volnostylař gruzínské národnosti.

## Sportovní kariéra
O jeho sportovní kariéře je minimum informací. V padesátých letech pomáhal trenéru Vitaliji Senkovi rozjet sambistický program v Běloruské SSR. Soutěžil v zápasu sambo, ve volném stylu a v neposlední řadě v novém olympijském sportu v judu, na které se zaměřil koncem šedesátých let. V sovětské judistické reprezentaci startoval v lehké váze do 70 kg.
V Achalsopeli (okres Kvareli) má postavený pomník.